# Bronikowo (województwo warmińsko-mazurskie)
Bronikowo – kolonia w Polsce położona w województwie warmińsko-mazurskim, w powiecie elbląskim, w gminie Młynary.
W latach 1975–1998 miejscowość administracyjnie należała do województwa elbląskiego.
Z Bronikowa pochodzi Józef Rusiecki, polski pedagog, założyciel, pierwszy rektor i patron Olsztyńskiej Szkoły Wyższej.